# Rosi-Mittermaier-Tunnel
Rosi-Mittermaier-Tunnel – jednojezdniowy tunel drogowy o długości 1729 m, położony w Alpach Ötztalskich w Tyrolu.
Nazwa została nadana na cześć niemieckiej mistrzyni w narciarstwie alpejskim, Rosi Mittermaier.
Tunel został otwarty w 1982 roku jako Tiefenbachtunnel, a jego południowy portal znajduje się na wysokości 2829 m n.p.m., jest zatem najwyższym tunelem drogowym w Europie i w swoim wnętrzu prowadzi końcowy odcinek alpejskiej drogi Ötztaler Gletscherstraße z doliny Rettenbachferner do dolnej stacji kolejki linowej Tiefenbachbahn.